# Kokoszki (Łódź)
Pour les articles homonymes, voir Kokoszki.
Kokoszki est une localité polonaise de la gmina de Błaszki, située dans le powiat de Sieradz en voïvodie de Łódź.